# Roggenburg BL
| BL ist das Kürzel für den Kanton Basel-Landschaft in der Schweiz. Es wird verwendet, um Verwechslungen mit anderen Einträgen des Namens Roggenburg zu vermeiden. |

Roggenburg (französisch Roggenbourg) ist eine politische Gemeinde im Bezirk Laufen des Kantons Basel-Landschaft in der Schweiz.

## Geographie
Roggenburg, die westlichste Gemeinde des Kantons, liegt auf 566 m ü. M. und 8 km nördlich von Delsberg, dem Hauptort des Kantons Jura (Luftlinie). Das Bauerndorf erstreckt sich an einem nach Norden ausgerichteten Hang über dem Lützeltal, in der Hügellandschaft des nördlichen Juras.
Die Fläche des 6,66 km² grossen Gemeindegebietes umfasst einen Abschnitt im nördlichen Faltenjura. Die Nordgrenze folgt auf ganzer Länge der Lützel, die zugleich die Landesgrenze zwischen der Schweiz und Frankreich bildet. Vom Lützeltal erstreckt sich die Gemeindefläche nach Süden auf die Rieji (693 m ü. M.), den Hausberg des Dorfes, sowie auf den Hasenschell, der mit 855 m ü. M. als höchste Erhebung der Gemeinde figuriert. Die Westgrenze bildet der Bösenbach. Das Gebiet von Roggenburg wird durch die Lützel nach Osten zur Birs entwässert. Von der Gemeindefläche entfielen 2014/15 4 % auf Siedlungen, 47 % auf Wald und Gehölze und 49 % auf Landwirtschaft.

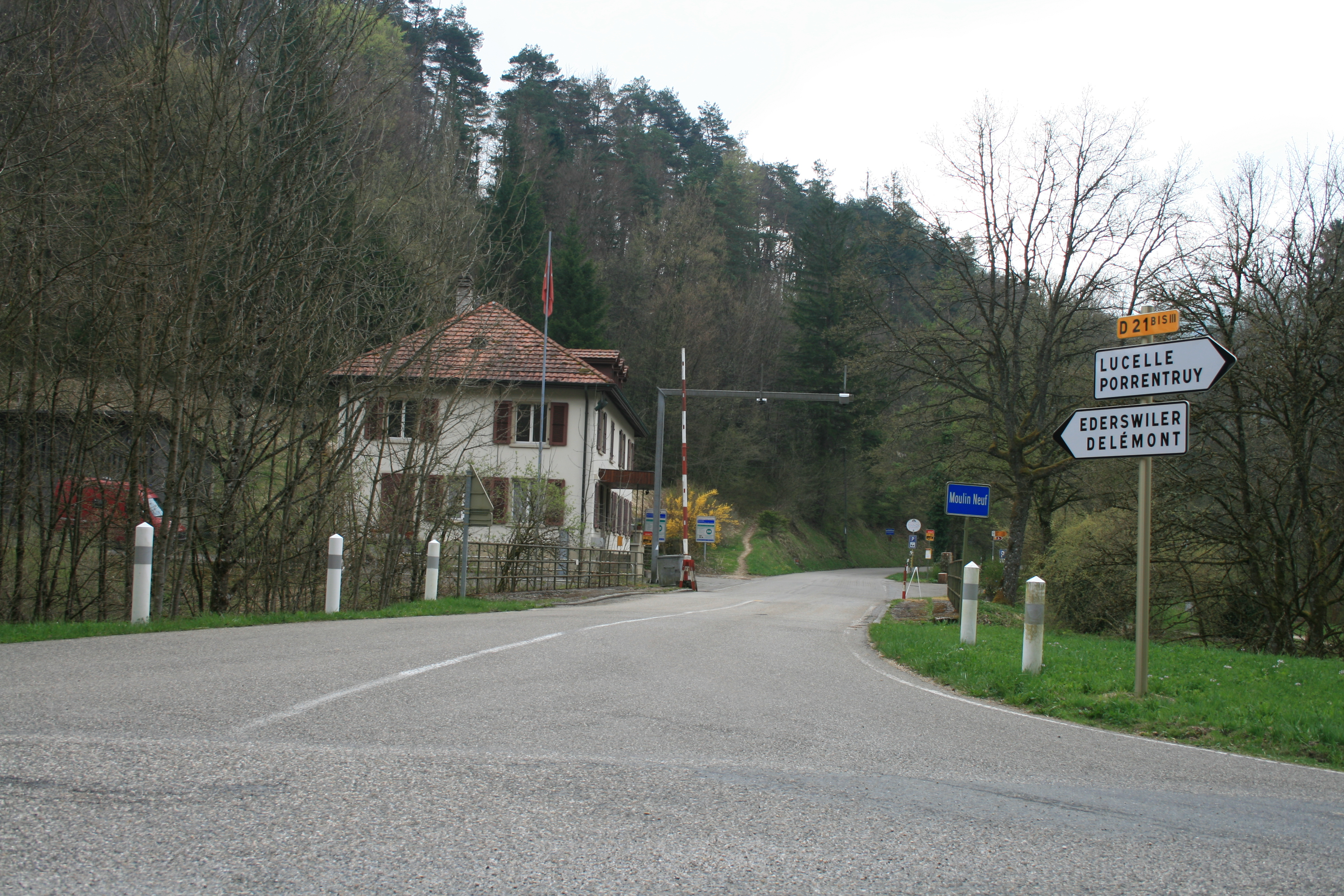
Moulin-Neuf

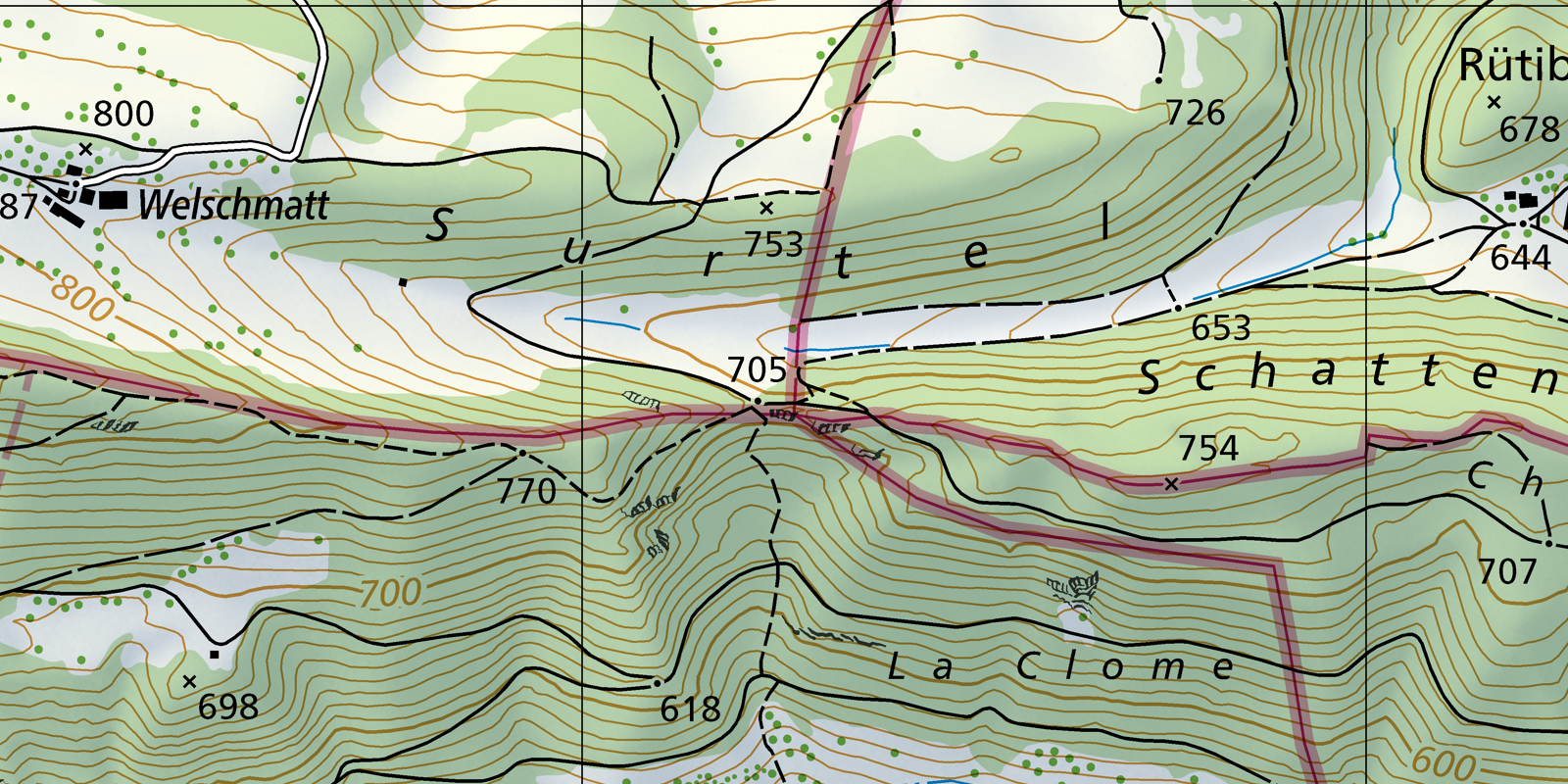
Dreikantonseck und Grenzpunkt von Roggenburg (im Nordwesten) mit dem übrigen Kanton Basel-Landschaft (im Südosten) zwischen den Kantonen Jura (im Südwesten) und Solothurn (im Nordosten)

Zu Roggenburg gehören die Weiler Sägemühle (491 m ü. M., im Lützeltal) und die östlich des Bösenbachs liegenden Häuser von Neumühle (französisch Moulin-Neuf) sowie zahlreiche Einzelhöfe. Roggenburg bildet faktisch eine Exklave des Kantons Basel-Landschaft, es ist nur durch einen Punkt mit dem übrigen Kantonsgebiet verbunden. Nachbargemeinden von Roggenburg sind Pleigne, Ederswiler, Movelier und Soyhières im Kanton Jura, Kleinlützel im Kanton Solothurn sowie Kiffis in Frankreich.

## Bevölkerung
Mit 255 Einwohnern (Stand 31. Dezember 2023) gehört Roggenburg zu den kleinsten Gemeinden des Kantons Basel-Landschaft. Von den Bewohnern sind 94,0 % deutschsprachig, 3,0 % französischsprachig und 0,4 % italienischsprachig (Stand 2000).

## Wirtschaft
Die Gemeinde ist noch vorwiegend landwirtschaftlich geprägt. Es gibt nur wenige Arbeitsplätze ausserhalb des landwirtschaftlichen Sektors im Dorf. Viele Erwerbstätige (mehr als 60 %) sind deshalb Wegpendler. Alljährlich ist Roggenburg Austragungsort eines internationalen Motocross-Rennens.

## Verkehr
Die Gemeinde liegt abseits der grösseren Durchgangsstrassen. Die Hauptzufahrt erfolgt von der Strasse durch das Lützeltal, die allerdings über französisches Staatsgebiet führt, aber eine internationale Strasse ohne Zollkontrollen ist. Zwischen Lucelle und Kleinlützel, wo die Lützel die Grenze zwischen Frankreich und der Schweiz bildet, verläuft eine französische Hauptstrasse mit dem Status Route internationale entlang des Flusses. Die Strasse quert mehrmals ohne Zollanlagen die Lützel. Lediglich bei den Abzweigungen sind Zollposten zu finden. Roggenburg ist einerseits durch einen Postautokurs von Laufen, andererseits durch einen von Delsberg via Movelier an den öffentlichen Verkehr angebunden.

## Geschichte
Auf dem Gemeindegebiet wurden Reste eines römischen Wachtturms sowie Münzen aus der Römerzeit gefunden. Seine erste Erwähnung findet das Dorf 1207 als Rokinberc. Der Name ist auf das lateinische Wort rogus (Scheiterhaufen, Holzstoss) zurückzuführen. Roggenburg gehörte den Grafen von Thierstein und ging 1454 an das Fürstbistum Basel über. Von 1793 bis 1815 gehörte es zu Frankreich und war anfangs Teil des Département Mont-Terrible, ab 1800 mit dem Département Haut-Rhin verbunden. Durch die Entscheidung des Wiener Kongresses kam der Ort 1815 an den Kanton Bern zum Bezirk Delémont.
Als deutschsprachige Gemeinde sprach sich Roggenburg 1974 und 1975 in den ersten beiden Juraplebisziten jeweils gegen die Schaffung des Kantons Jura aus. Weil Roggenburg Grenzgemeinde im Bezirk Delémont war, erhielt es im Gegensatz zur Nachbargemeinde Ederswiler die Möglichkeit, am dritten Juraplebiszit teilzunehmen. Die Stimmberechtigten votierten am 7. September 1975 für einen Verbleib beim Kanton Bern, und die Gemeinde trat 1976 zum Amtsbezirk Laufen über, der seit der Gründung des Kantons Jura am 1. Januar 1979 eine bernische Exklave bildete. Auch in den Volksabstimmungen über den Kantonswechsel des Laufentals zum Kanton Basel-Landschaft 1983 und 1989 sprach sich Roggenburg für den Verbleib beim Kanton Bern aus, wurde aber in der zweiten Abstimmung vom restlichen Bezirk relativ knapp überstimmt. Während des Übertrittsverfahrens forderte Roggenburg 1992 erneut die Berner Kantonszugehörigkeit. Da aber in den Anschlussmodalitäten kein Selbstbestimmungsrecht der einzelnen Gemeinden vorgesehen war, erfolgte am 1. Januar 1994 der Übertritt zum Kanton Basel-Landschaft.

## Wappen
Herkunft und Deutung sind nicht bekannt. Das Wappen erscheint zu Anfang des 20. Jahrhunderts und wurde 1944 von der Gemeinde angenommen. Es ist wie folgt blasoniert: «In Silber auf einem grünen Dreiberg ein aufrechter schwarzer Widder mit roten Hörnern und Klauen.»

## Sehenswürdigkeiten

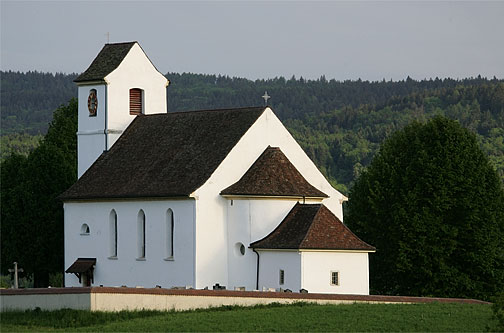
Kirche St. Martin in Roggenburg

Seit dem 12. Jahrhundert gibt es in Roggenburg eine Kirche. Die heutige Pfarrkirche St. Martin wurde 1635 im spätgotischen Stil erbaut und im 18. Jahrhundert barockisiert. Zur Pfarrei Roggenburg gehört auch heute noch das jurassische Ederswiler.

## Persönlichkeiten
- Adolf Walther (1883–1968), Richter und Regierungsstatthalter